# Let It Roll: Songs by George Harrison
Let It Roll: Songs by George Harrison es el tercer álbum recopilatorio del músico británico George Harrison, publicado por la compañía discográfica Capitol Records en junio de 2009. El álbum, el primero en recopilar su trayectoria musical completa desde la separación de The Beatles, fue anunciado el 14 de abril de 2009, el mismo día en que Harrison recibió una estrella en el Paseo de la Fama de Hollywood.

## Contenido
Let It Roll: Songs by George Harrison incluye canciones que abarcan las dos principales etapas de la carrera musical de George Harrison: su primera etapa con Apple Records hasta 1975 y su segunda etapa con Dark Horse Records, su propia compañía discográfica. Las canciones fueron remasterizadas digitalmente y el álbum incluye un libreto de 28 páginas con fotografías inéditas y un ensayo del historiador musical Warren Zanes.
Las canciones, seleccionadas por Olivia Harrison con ayuda de amigos y colaboradores, incluyen «My Sweet Lord», «Give Me Love (Give Me Peace on Earth)» y «Got My Mind Set on You», los tres sencillos de Harrison que alcanzaron el número uno en la lista estadounidense Billboard 200. Además, incluye «Something», «While My Guitar Gently Weeps» y «Here Comes the Sun», tres canciones de su etapa con The Beatles e interpretadas en directo para el álbum The Concert for Bangladesh. La inclusión de estas canciones, a pesar de ser versiones en directo interpretadas en 1971, fue criticada por algunos periodistas por limitar la importancia de la carrera musical de Harrison en solitario, y fue comparada con el recopilatorio The Best of George Harrison, en el que la mitad del álbum incluyó canciones de su etapa en The Beatles. No obstante, otros medios fueron menos críticos al tratarse de partes esenciales de la carrera de Harrison.
A pesar de ser promocionado como el primer recopilatorio que abarca la carrera completa de Harrison, Let It Roll: Songs by George Harrison no incluyó canciones de cuatro de los diez álbumes de estudio del músico: Dark Horse (1974), Extra Texture (Read All About It) (1975), Thirty Three & 1/3 (1976) y Gone Troppo (1982). Además, tampoco incluyó sencillos como «Bangladesh», «Dark Horse», «You», «This Song» y «Crackerbox Palace».

## Recepción
Let It Roll: Songs by George Harrison debutó en el puesto cuatro de la lista UK Albums Chart con 28 045 copias vendidas durante su primera semana, la mejor posición para un álbum de Harrison en 35 años, desde la publicación de Living in the Material World (1973). En los Estados Unidos, el álbum debutó en el puesto 24, y a fecha de julio de 2012, ha vendido más de 164 000 copias.

## Lista de canciones
Todas las canciones escritas y compuestas por George Harrison excepto donde se anota. 
| N.º | Título                                      | Escritor(es)         | Álbum                           | Duración |  |
| 1.  | «Got My Mind Set on You»                    | Rudy Clark           | Cloud Nine                      | 3:52     |  |
| 2.  | «Give Me Love (Give Me Peace on Earth)»     |                      | Living in the Material World    | 3:35     |  |
| 3.  | «Ballad of Sir Frankie Crisp (Let It Roll)» |                      | All Things Must Pass            | 3:48     |  |
| 4.  | «My Sweet Lord»                             |                      | All Things Must Pass            | 4:40     |  |
| 5.  | «While My Guitar Gently Weeps» (Live)       |                      | The Concert for Bangladesh      | 4:46     |  |
| 6.  | «All Things Must Pass»                      |                      | All Things Must Pass            | 3:46     |  |
| 7.  | «Any Road»                                  |                      | Brainwashed                     | 3:52     |  |
| 8.  | «This Is Love»                              | Harrison, Jeff Lynne | Cloud Nine                      | 3:47     |  |
| 9.  | «All Those Years Ago»                       |                      | Somewhere in England            | 3:46     |  |
| 10. | «Marwa Blues»                               |                      | Brainwashed                     | 3:41     |  |
| 11. | «What Is Life»                              |                      | All Things Must Pass            | 4:25     |  |
| 12. | «Rising Sun»                                |                      | Brainwashed                     | 5:27     |  |
| 13. | «When We Was Fab»                           | Harrison, Lynne      | Cloud Nine                      | 3:51     |  |
| 14. | «Something» (Directo)                       |                      | The Concert for Bangladesh      | 3:10     |  |
| 15. | «Blow Away»                                 |                      | George Harrison                 | 3:59     |  |
| 16. | «Cheer Down»                                | Harrison, Tom Petty  | Lethal Weapon (B.S.O.)          | 4:06     |  |
| 17. | «Here Comes the Sun» (Directo)              |                      | The Concert for Bangladesh      | 2:54     |  |
| 18. | «I Don't Want to Do It»                     | Bob Dylan            | Porky's 3: la venganza (B.S.O.) | 2:54     |  |
| 19. | «Isn't It a Pity» (Primera versión)         |                      | All Things Must Pass            | 7:07     |  |

| Bonus track (edición iTunes Store) |                                  |              |                     |          |  |
| N.º                                | Título                           | Escritor(es) | Álbum               | Duración |  |
| 20.                                | «Isn't It a Pity» (Versión demo) |              | Previamente inédita | 2:58     |  |

## Posición en listas
| País              | Lista                   | Posición |
| ----------------- | ----------------------- | -------- |
| Bélgica (Flandes) | Ultratop 200 Albums     | 72       |
| Bélgica (Valonia) | Ultratop 200 Albums     | 83       |
| Canadá            | Top Canadian Albums     | 18       |
| España            | Promusicae Albums Chart | 68       |
| Estados Unidos    | Billboard 200           | 24       |
| Estados Unidos    | Top Pop Catalog         | 9        |
| Estados Unidos    | Top Internet Albums     | 24       |
| México            | Mexican Albums Chart    | 41       |
| Reino Unido       | UK Album Chart          | 4        |
| Suiza             | Top Albums 100          | 98       |